# Tarah Kayne
Tarah Kayne (Fort Myers, Florida; 28 de abril de 1993) es una patinadora artística sobre hielo estadounidense, ganadora del Campeonato de los Cuatro Continentes de Patinaje Artístico sobre Hielo de 2018 en la modalidad de parejas, junto a su compañero Danny O'Shea.
Kayne también participó en los Internacionales de Francia 2018 de nuevo junto a O'Shea, ganando la medalla de plata, fueron superados por la pareja francesa formada por Vanessa James y Morgan Ciprès.